# Dobrá bloncka
Dobrá bloncka (v anglickém originále Good Blonde & Others) je sbírka prací amerického spisovatele Jacka Kerouaca. Zahrnuje kratší výběry z prózy, literární kritiky apod. V srpnu 2019 knihu vydalo nakladatelství Argo v češtině pod názvem Dobrá bloncka.